# 門羅角

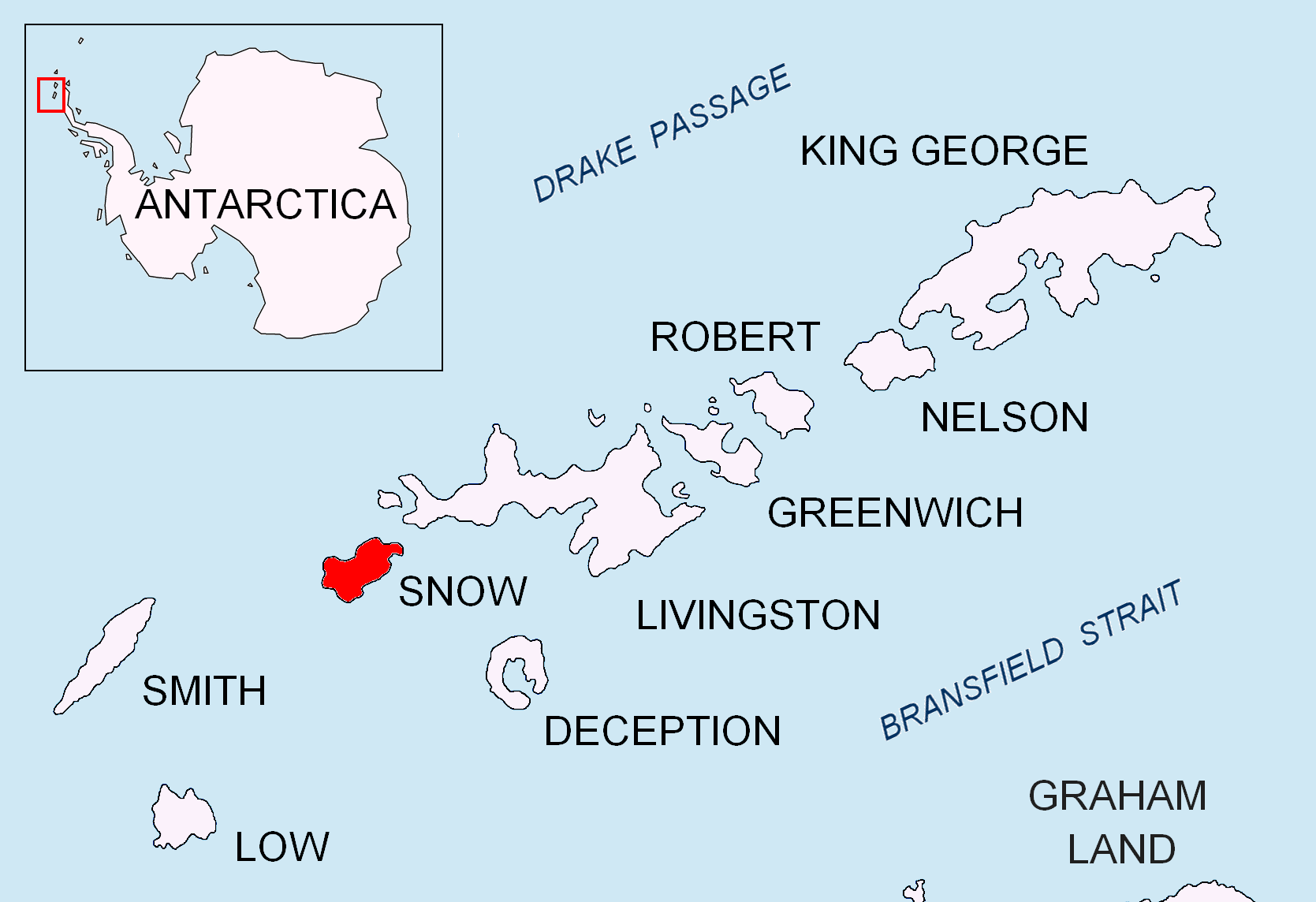

門羅角（英語：Monroe Point, South Shetland Islands），是南極洲的海岬，位於南設得蘭群島的雪島西岸，處於埃斯特韋雷納角東南面4.1公里、康韋角西北面5.58公里和史密斯角東北面40.54公里，是巴魯廷灣入口處南部，現時由南極條約體系管理。
62°48′40″S 61°30′55″W / 62.81111°S 61.51528°W